# Simon Kerrod
Pas d'image ? Cliquez ici

a Compétitions nationales et continentales officielles uniquement.

Dernière mise à jour le 8 mai 2025.
Simon Kerrod, né le 25 août 1992 en Afrique du Sud, est un joueur sud-africain de rugby à XV jouant au poste de pilier aux Harlequins.

## Biographie
Simon Kerrod commence sa carrière en 2013 avec les Natal Sharks durant la Vodacom Cup. Il s'en va ensuite jouer pour les Eastern Province Kings et les Border Bulldogs.
En 2016, il quitte son pays natal pour l'Europe et s'engage aux Jersey Reds, évoluant en deuxième division anglaise. Il joue ses premiers matchs avec le club en British and Irish Cup et atteint la finale de cette compétition qu'il perd 29 à 28 contre le Munster A, la réserve du Munster,. Après seulement une saison, il quitte déjà ce club pour rejoindre les Worcester Warriors.
Après deux ans passés à Worcester, il est transféré aux Harlequins en 2019.
En 2020, il joue la finale de Coupe d'Angleterre perdue contre les Sale Sharks. Il est ensuite sélectionné par Eddie Jones pour participer à un camp d'entraînement avec l'équipe d'Angleterre.
En 2020-2021, il prolonge son contrat avec les Harlequins. Puis, en fin de saison, il ne prend pas part à la finale du Championnat d'Angleterre remportée 40 à 38 par son équipe contre les Exeter Chiefs.